# Leptosia
Leptosia is een geslacht van vlinders in de familie van de witjes (Pieridae). De wetenschappelijke naam van het geslacht werd voor het eerst geldig gepubliceerd in 1818 door Jacob Hübner.
De typesoort van het geslacht is Leptosia chlorographa Hübner, 1818 = Leptosia nina (Fabricius, 1793)

## Soorten
- Leptosia alcesta (Stoll, 1782)
- Leptosia bastini Hecq, 1997
- Leptosia hybrida Bernardi, 1952
- Leptosia lignea (van Vollenhoven, 1865)
- Leptosia marginea (Mabille, 1890)
- Leptosia nina (Fabricius, 1793)
- Leptosia nupta (Butler, 1873)
- Leptosia wigginsi (Dixey, 1915)